# Elecciones parlamentarias de Omán de 2023
Las elecciones parlamentarias se celebraron en Omán el 29 de octubre de 2023. Dado que el país es una monarquía absoluta, la Asamblea Consultiva es un órgano puramente consultivo.

## Antecedentes
Los 85 miembros de la Asamblea Consultiva son elegidos de 24 distritos electorales plurinominales de dos miembros y 37 distritos electorales uninominales. Los partidos políticos están prohibidos, lo que significa que todos los candidatos se presentan de forma independiente. 
Las elecciones fueron completamente digitalizadas. Según las listas electorales finales, 843 candidatos, incluidas 32 mujeres, compitieron en estas elecciones para elegir a los 90 miembros de la Asamblea Consultiva, mientras que el número total de votantes registrados alcanzó los 753.690. Los ciudadanos omaníes que viven en el extranjero pudieron emitir sus votos electrónicamente.

## Resultados
Dos tercios de los miembros electos fueron nuevos. Ninguna candidata mujer fue electa. La participación electoral fue del 66 %, con 496 279 de los 753 690 votantes registrados votando.
|                           |                           |         |       |         |     |  |  |  |  |
| Partido                   | Partido                   | Votos   | %     | Escaños | +/- |  |  |  |  |
|                           | Candidatos independientes |         | 100   | 90      | 4   |  |  |  |  |
|                           |                           |         |       |         |     |  |  |  |  |
| Votos válidos             |                           |         |       |         |     |  |  |  |  |
| Votos blancos y nulos     |                           |         |       |         |     |  |  |  |  |
| Total                     | Total                     | 496 279 | 100   | 90      | 4   |  |  |  |  |
| Abstenciones              | Abstenciones              | 256 981 | 44,12 |         |     |  |  |  |  |
| Inscritos / participación | Inscritos / participación | 753 260 | 65,88 |         |     |  |  |  |  |